# Nyctomys sumichrasti
Genre
Espèce
Répartition géographique
Statut de conservation UICN

 LC  : Préoccupation mineure
Nyctomys sumichrasti, unique représentant du genre Nyctomys, est une espèce de rongeur de la famille des Cricétidés.

## Répartition
Cette espèce se rencontre en Amérique centrale (Belize, Costa Rica, Guatemala, Honduras, Mexique, Nicaragua, Panama, Salvador). Elle est présente jusqu'à 1 800 m d'altitude.

## Comportement
Elle est nocturne et strictement arboricole.

### Publication originale
- De Saussure, 1860 : Notes sur quelques mammifères du Mexique. Extrait de la Revue et Magasin de Zoologie, vol. 1, p. 1-82 (texte intégral).